# 3 карбованці «50-річчя розгрому німецько-фашистських військ під Москвою»
50-річчя розгрому німецько-фашистських військ під Москвою (рос. 50-летие разгрома немецко-фашистских войск под Москвой) — ювілейна монета СРСР вартістю 3 карбованці, випущена 5 грудня 1991 року. Вході оборонного етапу Московської битви радянське командування нав'язало противникові «війну на виснаження» (коли в бій кидається «останній батальйон», який повинен вирішити результат бою). Але якщо в ході битви всі резерви німецького командування були вичерпані, радянське командування зуміло зберегти основні сили (із стратегічних резервів в бій були введені тільки 1-я Ударна армія і 20-а армія). Командувач німецької 2-ї танкової армії Г. Гудеріан так записав своє резюме: «Наступ на Москву провалився. Всі жертви і зусилля наших доблесних військ виявилися марними. Ми зазнали серйозної поразки, яка через упертість верховного командування повела в найближчі тижні до фатальних наслідків. У німецькому наступі настала криза, сили і моральний дух німецької армії були надламані». Відчувши перелом у ході битви, радянське командування віддало наказ на контрнаступ.

## Історія
У 1987 році в СРСР було вперше розпочато випуск ювілейних монет у мідно-нікелевому сплаві, всього було випущено 3 види цих монет: у 1987, 1989 і 1991 роках. Монета карбувалася на Ленінградському монетному дворі (ЛМД).

## Опис та характеристики монети
| Номінал крб. | Метал                 | Маса грам | Діаметр мм. | Гурт                           | Тираж штук               |
| ------------ | --------------------- | --------- | ----------- | ------------------------------ | ------------------------ |
| 1            | мідно-нікелевий сплав | 14,35     | 33          | гладкий із заглибленим написом | 2 500 000 350 000 (пруф) |

### Аверс
У верхній частині диска — Державний герб Союзу Радянських Соціалістичних Республік (являє собою зображення серпа і молота на фоні земної кулі, в променях сонця і в обрамленні колосся, перев'язаних п'ятнадцятьма витками стрічки); під гербом — напис «СССР», знизу — велика стилізована цифра «3», під нею — півколом розміщено слово «РУБЛЯ» ще нижче уздовж канта знаходиться дата випуску монети — «1991».

### Реверс
В центрі: зображення колони радянських солдатів на тлі Кремлівської стіни і Спаської вежі. Праворуч зображення: вгорі — прив'язного аеростата, знизу — загородження з рейок типу «їжак». Знизу сходинкою дати «1941» і «1991». У верхній частині уздовж зовнішнього обідка монети по колу є напис «50 ЛЕТ РАЗГРОМА НЕМЕЦКО-ФАШИСТКИХ ВОЙСК ПОД МОСКВОЙ».

### Гурт
Гурт гладкий з вдавленим написом-позначенням номіналу: «ТРИ РУБЛЯ», дублюється два рази і розділений двома зірками.

## Автори
- Художник: А. В. Бакланов
- Скульптор: Н. А. Носов

## Вартість монети
Ціну монети — 1 карбованець встановив Держбанк СРСР у період реалізації монети через його філії. Сучасна вартість монети звичайного випуску серед колекціонерів України (станом на 2014 рік) становить понад 50 гривень.